# Rhazès
Pour l’article ayant un titre homophone, voir Razès.
Pour les articles homonymes, voir Razi.
Ne doit pas être confondu avec Ahmad ibn Hamdan Abu Hatim al-Razi.

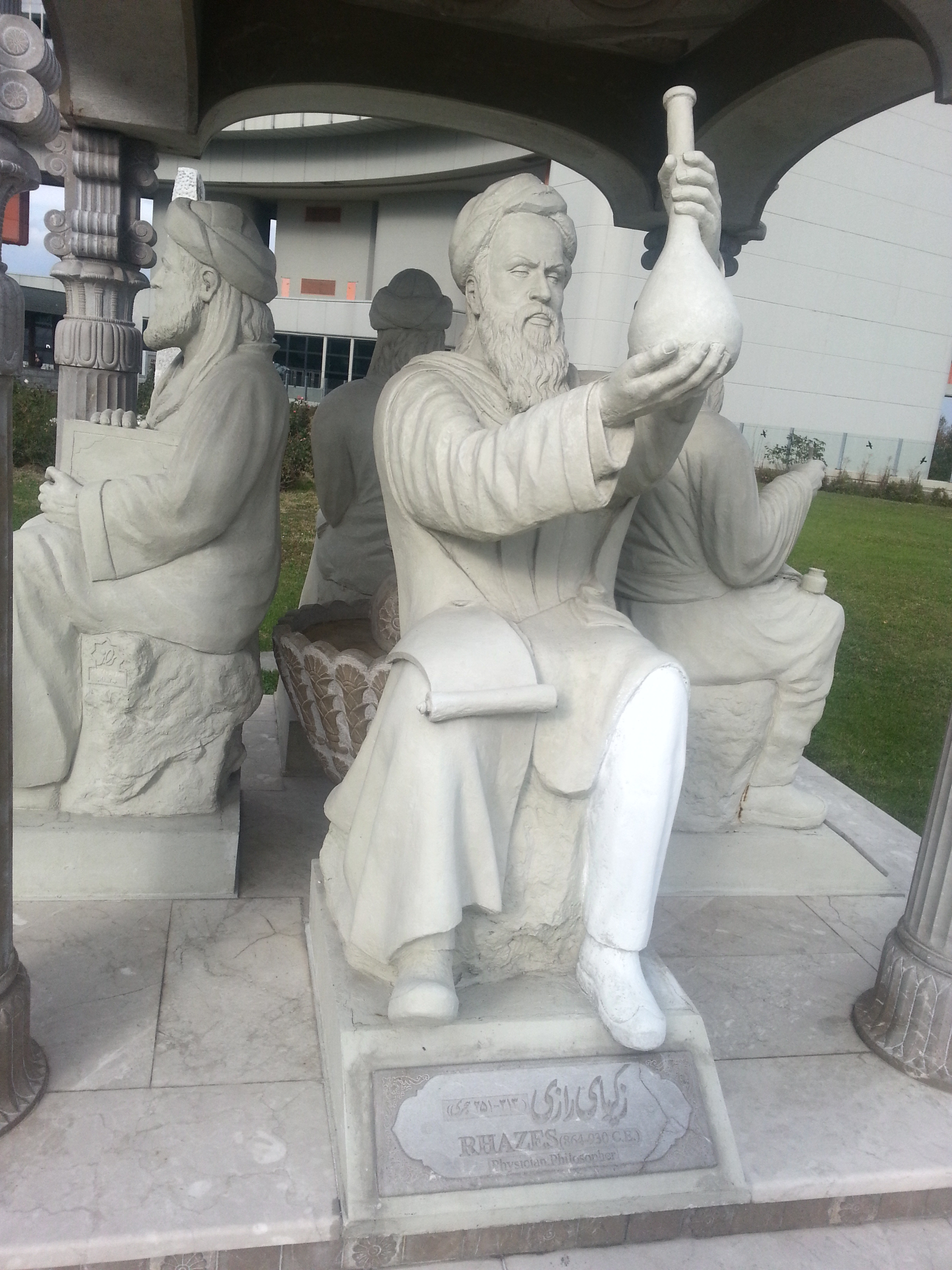
Rhazès statue à Vienne,Pavillon des érudits.

Abu Bakr Mohammad Ibn Zakariya al-Razi, connu aussi comme Razi (persan : رازی ) ou Al-Razi, ou Ar-Razi, ou Ibn Zakaria (Zakariya) ou (en latin) comme Rhazes et Rasis, ou Rhasès (865-925) est un savant pluridisciplinaire perse qui a fait d'importantes contributions à la médecine, à l'alchimie et à la philosophie. Alchimiste devenu médecin, il aurait isolé l'acide sulfurique et l'éthanol dont il fut parmi les premiers à prôner l'utilisation médicale. S'agissant de la pratique médicale, il a vigoureusement défendu la démarche scientifique dans le diagnostic et la thérapeutique et a largement influencé la conception de l'organisation hospitalière en lien avec la formation des futurs médecins. Empiriste et rationaliste, il fut l'objet de nombreuses critiques pour son opposition à l'aristotélisme et pour sa libre-pensée vis-à-vis de la doctrine de l'islam.
De nos jours son nom est commémoré avec l'institut Razi (en) près de Téhéran et son anniversaire est célébré tous les 27 août en Iran lors de la « Journée de la pharmacie. »

## Biographie
Son principal biographe est Ibn Ali Usaybia, médecin historien du XIIIe siècle. Une lettre d'al-Biruni donne aussi des informations sur sa vie.

### L'homme

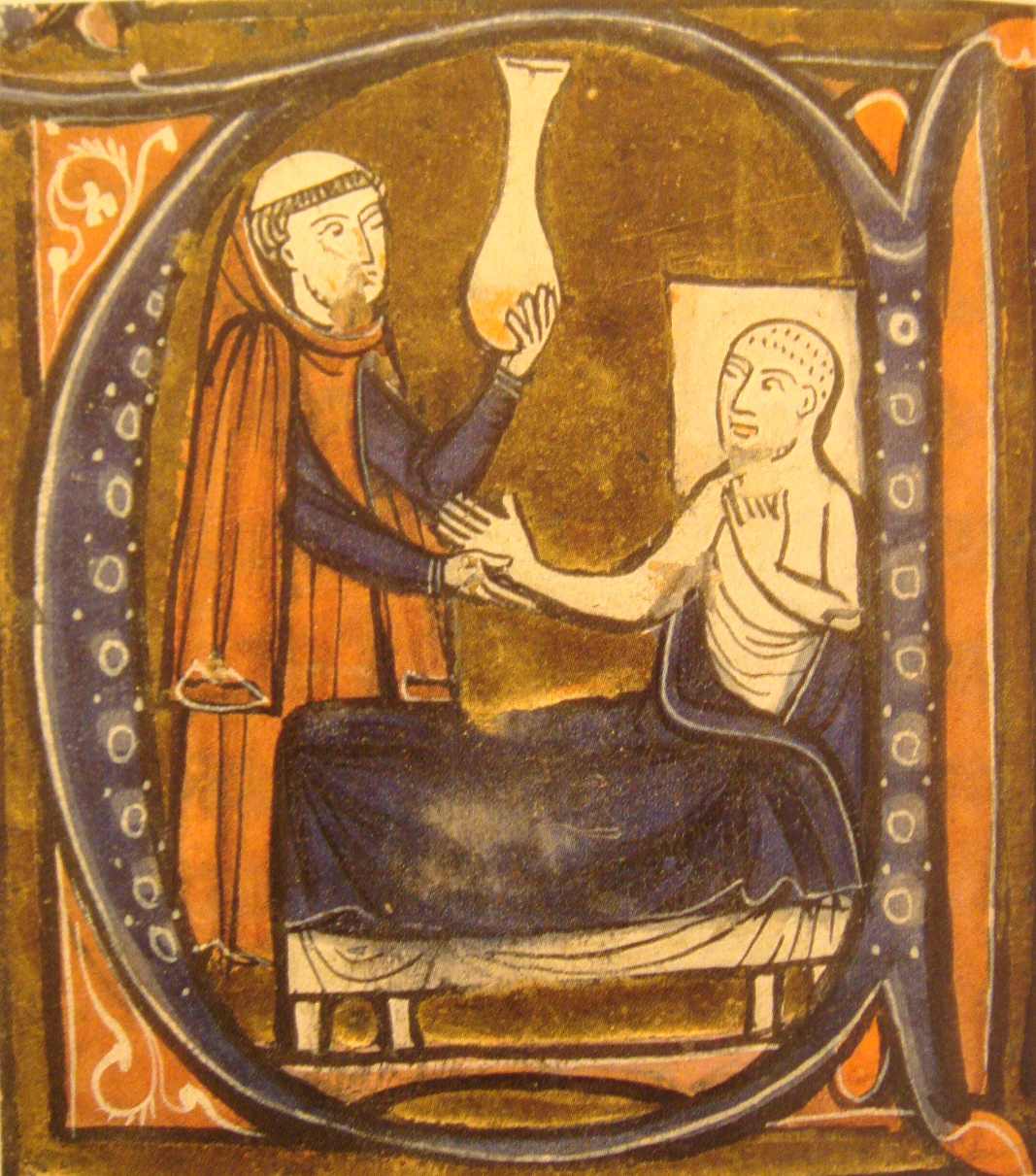
Miniature : Rhazès porte diagnostic par examen d'un urinal, dans le « Recueil des traités de médecine » de Gérard de Crémone, 1250-1260.

Mohammad Ibn Zakarīyā al-Rāzī est né en 865 dans la ville de Ray, ville d’Iran située 15 km à l'ouest de Téhéran. Une grande partie de ses recherches y fut effectuée. C'est aussi là qu'il mourut entre 925 et 935. Avicenne vécut aussi un moment dans cette cité de l'Iran. Cette ville était peuplée de Daylamites (d'origine scythe) imprégnés parfois du zaïdisme, mais surtout inspirés de courants philosophiques et scientifiques chinois et de libre-pensée. La ville a été totalement détruite au XIIIe siècle à la suite des invasions mongoles.
Il aurait d'abord été musicien, probablement joueur de oud d'une grande virtuosité, avant de se tourner vers l'alchimie, la philosophie, les mathématiques et l'astronomie. Il n'aurait découvert la médecine que plus tard. Contrairement à une idée répandue, il n'est pas le premier à dire que le monde est rond car Ératosthène, au IIIe siècle av. J.-C., avait calculé avec une assez bonne précision la circonférence terrestre et plus tard, le mathématicien indien Aryabhata l'Ancien fera de même au VIe siècle. Il semblerait qu'il se soit aussi intéressé à l'orfèvrerie.
Selon certains de ses biographes, Razi aurait souffert d'une maladie des yeux provoquée par les émanations résultant de ses expériences d'alchimie qui lui aurait fait abandonner ce domaine pour s'intéresser à la médecine mais Razi aurait dit lui-même que sa vue avait été affectée par des lectures prolongées. Vers l'âge de trente ans, il entame donc une formation de médecin à Ray. Lettré, il est persan mais lit et écrit en arabe ; il étudie les textes des anciens Grecs (Hippocrate, Galien), et aussi hindous, éventuellement traduits en syriaque, puis en arabe. Les écrits d'Ali ibn Rabban al-Tabari (mort vers 870) auront notamment une grande influence sur lui. Il poursuit sa formation en voyageant en Syrie, en Égypte, en Andalousie, complétant ses connaissances livresques par une pratique clinique et expérimentale.
De retour en Orient, il est d'abord nommé médecin à la cour du prince samanide Abu Salih al-Mansur, régnant sur le royaume du Khorassan au nord-est de l'Iran. Sa notoriété grandissant, il est chargé de la direction de l'hôpital de Ray puis du bimaristan (hôpital central) Muqtadari de Bagdad sous le règne du calife abbasside Al-Muktafi. La légende raconte que, pour choisir l'emplacement des bâtiments à construire, il aurait fait suspendre des morceaux de viande en différents lieux de la ville et aurait choisi le site comme étant celui où la viande se décomposait le moins vite.
À la mort du souverain Al-Muktafi, en 907, Razi retourne à Ray. De nombreux étudiants le suivent et il poursuit son enseignement médical. Devenu aveugle à la fin de sa vie, il refuse de se faire opérer de la cataracte. Son attitude est expliquée de deux façons, il aurait dit « J'ai tant vu le monde que je ne tiens plus à le voir », ou il aurait constaté que l'opérateur prévu ignorait l'anatomie.
Il meurt à Ray le 27 octobre 925 (ou 932 suivant les sources), en l'an 313 du calendrier musulman. La date de 925 est jugée plus probable.

### Le médecin, l'enseignant et l'homme de science
En tant que médecin-chef de l’hôpital, progressiste et humaniste, Razi introduisit des pratiques radicalement nouvelles dans le soin des patients et la formation des médecins. Il distinguait en effet trois aspects de la médecine : la santé publique, la médecine préventive et le traitement des maladies spécifiques. Dans cette optique, il organisa des consultations externes, promut les soins à domicile et ouvrit l'hôpital et l'accès aux soins et aux nécessiteux et non pas seulement aux riches. Insistant sur le rôle de la médecine préventive, il se fit l'auteur du tout premier traité médical à l'usage des non-médecins fondé sur sept principes destinés à assurer la préservation de la santé :
1. modération et équilibre lorsque le corps est en mouvement et lorsqu'il est au repos ;
2. modération en mangeant et en buvant ;
3. élimination des surabondances ;
4. amélioration et réglementation des habitats ;
5. évitement des excès néfastes avant qu'ils ne deviennent incontrôlables ;
6. recherche d'une harmonie entre les ambitions et les résolutions ;
7. discipline d'acquisition de bonnes habitudes notamment concernant la pratique de l'exercice physique.

Enseignant admiré et fin pédagogue, il prit l'initiative de pratiquer des visites au chevet des malades avec les médecins et les étudiants. Chaque malade était d'abord examiné par l'étudiant le plus jeune, son examen et conclusions étant critiqués par les plus anciens, et ainsi de suite de grade en grade, les malades les plus difficiles étant examinés devant tous par le maître. Il insistait sur la nécessité d'une formation continue au cours de la vie du médecin et les encourageait à prendre des notes sur leurs observations et à en discuter entre eux.

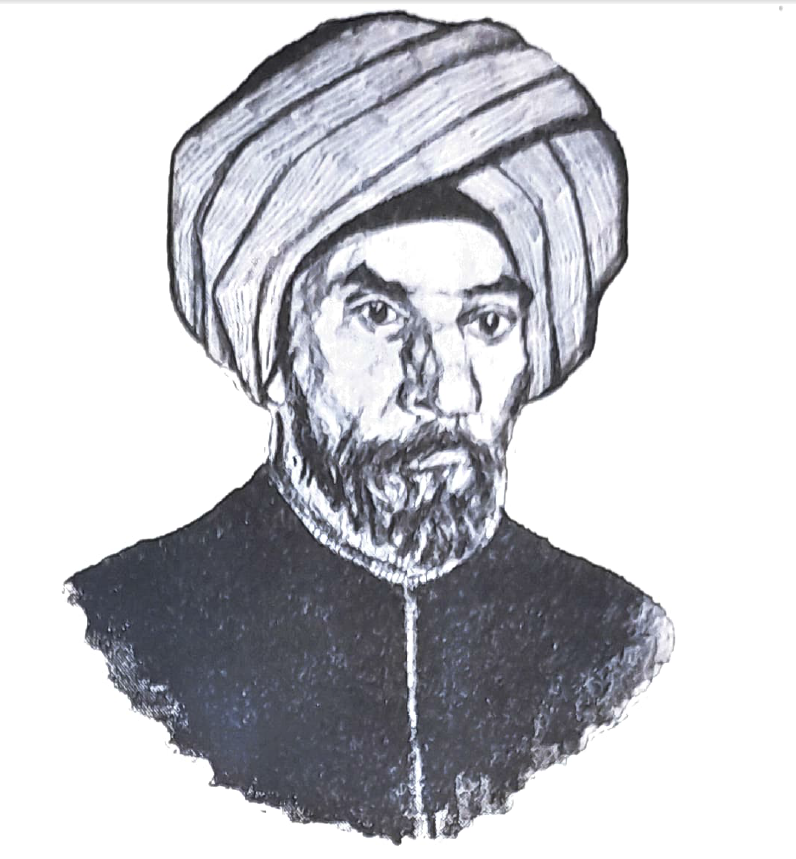
Abû Bakr al-Râzî (vue d'artiste)

Razi est reconnu pour ses talents d'observation alliés à une grande rigueur scientifique. Il joua un rôle décisif dans le développement de la méthode clinique, attachant une grande importance aux signes cliniques mais aussi à la symptomatologie qui devaient constituer la base d'un raisonnement menant au diagnostic puis à la thérapeutique. Il insistait sur l'importance d'allier le savoir théorique à la pratique clinique.
Ce faisant, il se fit un critique sévère mais admiratif de l'œuvre de Galien qu'il jugeait manquer d'observations empiriques. Cela lui valut d'être lui-même attaqué. Pratique peu courante à l'époque, Razi citait scrupuleusement ses sources scientifiques, qu'elles fussent grecques ou arabes.
Contrairement à l'usage d'alors, il associait à la démarche de soin le malade lui-même (dont il estimait que l'état psychologique conditionnait la réussite du traitement), mais aussi l'entourage du malade : « Il faut que les malades et ses proches soient avec le médecin et non contre lui, qu’ils ne lui cachent rien des états du malade et de son comportement. » Dans cette même approche, il insistait sur le rôle de la diététique dans le soin et la prévention des maladies.
Utilisant ses connaissances en chimie pour son activité médicale, il peut être considéré comme un fondateur de la thérapeutique iatrochimique (l'usage de substances chimiques pour soigner des maladies). Il œuvra pour la constitution de la pharmacologie comme discipline médicale à part entière et le chapitre qui lui est consacré dans son traité Kitab al-Hawi restera une référence jusqu'au XVIIe siècle en Europe. Il alerta très tôt ses contemporains sur l'usage inconsidéré de médicaments et les difficultés résultant de la polypharmacie (l'usage de plusieurs médicaments à la fois).
Ibn al-Nadim identifie cinq domaines dans lesquels Razi s'est distingué :
1. Razi a été reconnu comme le meilleur médecin de son temps pour avoir pleinement compris et appliqué les connaissances médicales grecques ;
2. il a voyagé dans de nombreux territoires. Ses visites répétées à Bagdad et ses services à plusieurs princes et souverains sont connus de nombreuses sources ;
3. il a été un enseignant en médecine qui a attiré de nombreux étudiants, que ceux-ci soient débutants ou non ;
4. il était reconnu comme compatissant, gentil, droit, et dévoué au service de ses malades qu'ils soient riches ou pauvres ;
5. lecteur assidu, il a été un écrivain prolifique.

Rétrospectivement, on peut ajouter à cette liste son rôle majeur dans le développement d'une médecine scientifique basée sur les faits et une vision très moderne de la médecine hospitalière associant clinique scientifique, formation universitaire et souci de santé publique.

## Œuvre scientifique et médicale

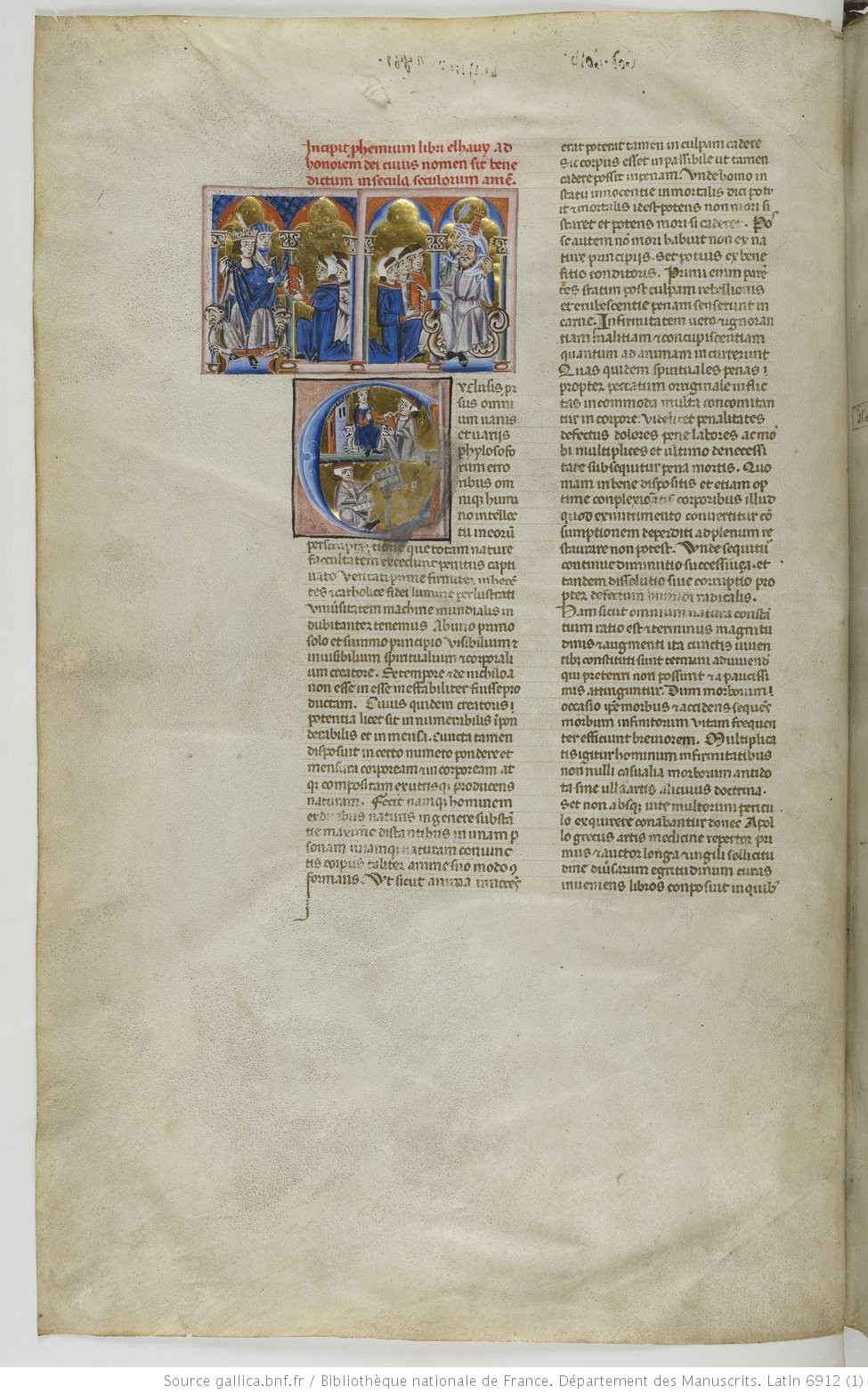
Manuscrit d'une traduction en latin du Kitâb al-Hawi fî al-tibb (Gallica / BNF)

Razi pratiquait de nombreuses spécialités médicales : chirurgie, gynécologie, obstétrique, ophtalmologie… Il a puisé sa science dans l’Abrégé du Khûzistan (Kunnash al-Khûz), et a largement recouru à Aqrâbadin, ouvrage de pharmacopée syriaque traduit en arabe par le médecin chrétien Sabur ibn Sahl.
Razi a écrit 184 livres et articles dans plusieurs domaines scientifiques, dont 61 relevant de la médecine, tous en langue arabe. Ses principaux ouvrages sont :
En médecine
- Kitab al-Hawi fi al-TibbSomme médicale en 22 volumes, en partie posthume, qui reprend les connaissances d'auteurs plus anciens sous forme de longs extraits aux références précises et des commentaires, enseignements et observations de Razi.En ligne : (ar) vol. 2.
  - (la) Havi seu continens (Contenant de Rhazes), trad. Faraj ben Salim, 5 vol. manuscritsTraduit en latin au XIIIe siècle, cet ouvrage exercera une profonde influence sur la médecine occidentale ; aux côtés de neuf autres ouvrages, il constituera le fonds de la bibliothèque de la faculté de médecine de Paris en 1395.
- Kitab al-Mansuri fi al-Tibb (Livre de médecine pour Mansur) — Aussi : (la) http://www.wdl.org/en/item/7381/view/1/9/Traité médical plus général dédié au souverain samanide de Ray, Abu Salih al-Mansur.
- Kitab fi al-jadari wa-al-hasbah (La variole et rougeole)
- Kitāb manāfiʻ al-aghdhiyah wa-dafʻ maḍārrihā[7], 1305 A. H.
- Kitab ila man la yahduruhu al-tabib (Livre pour qui n'a pas accès à un médecin)
- Shukuk 'ala alinusor (Doutes sur Galien) — Essai critique sur la théorie de Galien et sur la façon dont ses successeurs s'en servent aveuglément[8].
- Al-Teb al Molooki (Médecine royale)
- Al-Murshid aw al-Fusul (Aphorismes) Guide du médecin nomade

En chimie
- At-Tadbîr
- Kitab Sirr Al-Asraar, traduit en latin c’est le Secretum secretorum (« Secret des secrets »)

### Psychiatrie et psychologie
Razi est l'auteur d'un des tout premiers traités de psychologie et de psychiatrie. L'hôpital qu'il dirigea à Bagdad fut le premier à posséder un service pour les malades mentaux.

### Neurologie
Razi s'intéressa aussi à la neurologie : il décrivit le rôle moteur et sensitif des nerfs en identifiant sept des nerfs crâniens et trente-et-un des nerfs spinaux par un nombre référant à leur position anatomique depuis le nerf optique jusqu'au nerf hypoglosse. Sur le plan fonctionnel, il établit le lien entre certains signes cliniques et la localisation anatomique d'une lésion.

### Petite vérole contre rougeole
Dans le monde méditerranéen, après les écrits du médecin syriaque Aaron d'Alexandrie en 622,, Razi, en tant que médecin en chef à l'hôpital de Bagdad, a fourni une des premières descriptions connues de la petite vérole et la distingue nettement de la rougeole :
« La variole apparaît lorsque le sang est infecté et se met à bouillir de telle sorte que des vapeurs s’en dégagent. Ainsi, le sang des enfants (qui ressemble à des sécrétions humides s’écoulant sur la peau) se transforme en un sang riche qui possède la couleur du vin parvenu à maturité. À ce stade, la variole se manifeste essentiellement comme des bulles qu’on trouve dans le vin — (sous forme de vésicules) —... cette maladie peut aussi survenir à d'autres moments — c’est-à-dire, pas seulement dans l'enfance. La meilleure chose à faire au cours de cette première phase est de s'éloigner de la maladie, pour éviter qu'elle ne se transforme en épidémie. »
La valeur de son diagnostic est confirmée par l'Encyclopædia Britannica (1911), qui écrit : « Les sources les plus dignes de confiance qui font état de l'existence précoce de cette maladie sont à mettre au compte de Rhazes du IXe siècle, par qui les symptômes sont clairement décrits, sa pathologie expliquée par une théorie humorale ou de fermentation, et des prescriptions données pour son traitement. »
Écrit par Razi, l’al-Judari wa al-Hasbah a été le premier livre sur cette maladie, et a été traduit en plus d'une douzaine de langues. Son manque de dogmatisme et sa confiance hippocratique dans les observations cliniques montre les méthodes médicales de Razi :
« L'éruption de la petite vérole est précédée par une fièvre continue, douleur dans le dos, démangeaisons dans le nez et frayeurs dans le sommeil. Ce sont les symptômes les plus particuliers de son arrivée, surtout une douleur dans le dos avec de la fièvre, avec aussi des picotements que les patients ressentent sur leur corps, une plénitude du visage qui avec le temps va et vient ; une couleur enflammée, et une rougeur intense dans les deux joues, une rougeur dans les deux yeux, une lourdeur du corps entier, un grand malaise, dont les symptômes sont l'étirement et le bâillement, une douleur dans la gorge et la poitrine, avec une difficulté légère dans la respiration et de la toux, une sécheresse du souffle, une salive épaisse et un enrouement de la voix, douleurs et une lourdeur de la tête, inquiétude, nausée et anxiété (avec cette différence que l'inquiétude, la nausée et l'anxiété sont plus fréquents avec la rougeole qu'avec la petite vérole, avec d'un autre côté, la douleur dans le dos qui est plus particulier à la petite vérole qu'à la rougeole) chaleur dans le corps entier, un colon enflammé, et une rougeur brillante, surtout une rougeur intense des gencives. »
Razi est également le premier dans le monde méditerranéen à différencier clairement la petite vérole de la varicelle.

### Allergies et fièvre
Razi a découvert l'asthme allergique et aurait été le premier à écrire un traité sur l'allergie et l'immunologie. Dans le traité Le sens de l'odorat il explique l'apparition de rhinites lorsque l'on sent une rose au printemps, traite des rhinites saisonnières, qui sont identiques à l'asthme allergique ou le rhume des foins. Razi aurait été le premier à comprendre que la fièvre était un mécanisme naturel de défense du corps humain.

### Pharmacie
Rhazes a contribué à la pratique précoce de la pharmacie grâce à des textes, mais aussi par d'autres manières. On peut citer l'introduction d'onguents au mercure, le développement d'outils comme le mortier, spatules et fioles qui seront en usage dans les pharmacies jusqu'au début du XXe siècle.

### Pathologies diverses
Il décrivit de nombreuses pathologies comme la goutte, les calculs rénaux et vésicaux, la variole, la rougeole, le rhume des foins. Il a en outre classé les maladies en trois catégories : celles qui sont curables ; celles qui peuvent être curables ; et celles qui sont incurables.

### Critique de sa démarche
Toutefois, la démarche de Razi ne possède pas encore de dimension systématique et ses successeurs, Ali ibn Abbas al-Majusi le premier, reprocheront à ses écrits le manque d'ordre et de synthèse. En effet par son attachement à l'empirique et sa méfiance vis-à-vis du théorique, Razi ne cherche pas à organiser les maladies en grandes familles de symptômes.
De même, sa philosophie n'a pas de caractère systématique.

## Philosophie

### Éthique de la médecine
Au niveau professionnel, Razi a introduit beaucoup d'idées médicales et psychologiques utiles et progressistes. Il s'est aussi attaqué aux charlatans et faux docteurs qui parcouraient les villes et les campagnes pour vendre leurs prétendus médicaments. En même temps, il affirmait que les docteurs, malgré leur savoir, n'avaient pas les réponses à tous les problèmes médicaux et ne pouvaient pas guérir toutes les maladies. Néanmoins, pour être plus efficaces dans leurs soins, Razi a exhorté les praticiens à garder des connaissances à jour en étudiant continuellement des livres médicaux et à faire connaître toute nouvelle information.
Rhazès a écrit une lettre sur la déontologie médicale à destination de ses étudiants, ʿakhlâq al-tabîb (« L'éthique du médecin »).

### Sur la recherche scientifique et clinique
Dans son ouvrage de critique à propos de Galien, Razi propose quatre raisons permettant d'expliquer pourquoi les grands hommes peuvent commettre des erreurs. C'est-à-dire par :
1. négligence, étant trop sûrs d'eux-mêmes ;
2. légèreté d'esprit ou indifférence ;
3. la tentation de vouloir confirmer ses propres idées ou l'impétuosité due au fait d'être convaincu d'avoir raison ;
4. la cristallisation du savoir ancien et le refus d'accepter l'idée que de nouvelles données ou de nouvelles idées puissent faire en sorte que le savoir d'aujourd'hui dépasse finalement celui des générations précédentes.

### Rationalisme et théorie des cinq éternels
Dans Al-ṭibb al-ruhani, il écrit sur la raison : « Nous devons nous rapporter à elle, en toutes choses, et juger toutes choses par elle. » La raison est le seul critère du vrai. Elle est autonome et se passe de toute révélation pour connaître le bien et le mal, et même la nature de Dieu.
Dans La Science divine (al-'ilm al-ilâhi), Rhazès rejette l'existence d'un dieu unique et le despotisme d'Allah. Il reconnaît cinq principes transcendants qui règlent d'un commun accord les affaires du monde : Dieu, l'Âme universelle, la Matière première, le temps absolu et l'espace absolu. Rhazès est théiste. Il ne peut être considéré comme musulman, puisqu'il affirme l'existence de cinq réalités éternelles et non une seule, rejette l'idée de création ex nihilo et refuse le prophétisme. Le monde est créé par Dieu, mais pas à partir de rien : l'Âme et la Matière lui préexistent. La matière est constituée d'atomes, qui composent les quatre éléments. L'Âme a naturellement tendance à vouloir s'unir à la matière, mais ce mélange est chaotique. L'acte de création consiste pour Dieu à mettre de l'ordre dans ce mélange. C'est cette intervention de Dieu qui donne naissance au monde.
Rhazès s'oppose ainsi à la thèse aristotélicienne de l'éternité passée du monde. Le monde a un commencement. Cependant, l'Âme, la Matière, le temps et l'espace existent de toute éternité. À l'occasion de sa réflexion sur l'éternité ou la création du monde, il s'interroge sur la notion de temps et distingue deux formes de la temporalité : un temps relatif, qui commence avec l'univers, donc un temps relatif au mouvement, qui peut être décompté, d'inspiration aristotélicienne ; un temps absolu, sans commencement ni fin, et qui échappe à la mesure,. Ses réflexions sur la nature du temps l'ont amené à polémiquer avec le théologien mutazilite Abu l-Qasim al-Balkhi. Il distingue également un espace absolu et éternel de l'espace limité et relatif, et admet la notion de vide.
Rhazès n'adhère à aucune religion révélée. Il critique aussi bien le judaïsme et le christianisme que l'islam. Il n'est selon lui pas besoin de prophètes : la raison suffit à découvrir Dieu et à distinguer le bien du mal. En outre, les divers prophètes n'ont fait qu'introduire des divisions parmi le genre humain. Enfin, l'idée que certains hommes soient destinés à guider les autres est contraire au principe d'égalité qu'il défend : les êtres humains sont égaux quant à leurs capacités ; les différences entre eux tiennent à l'éducation.
Dans La Médecine spirituelle, il traite de la morale laïque dominée par la raison et non par un dieu. L'absolutisme est une émanation du mal. Il fait l'éloge de la démocratie et de l'amour du bien public au chapitre XIX, de l'héroïsme civique au chapitre XX. Il démontre que la mort est la fin de nos souffrances : qu'il y ait ou non un au-delà, la mort n'est pas à craindre.
Outre les scolastiques et les littéralistes orthodoxes qui s'opposent à lui, comme son homonyme Abû Hâtim al-Râzî, les écrits philosophiques de Rhazès créent la polémique au sein des Ismaéliens. Abû Hâtim al-Râzî nous a conservé, dans A'lâm al-nubuwwah, les arguments de Rhazès contre le prophétisme. Dans l'ensemble il rejette les explications ésotériques et symboliques des phénomènes naturels, comme le dit Henry Corbin.
Sa confiance dans la raison, libérée de toute tutelle, fait de lui, au témoignage de Badawi, « le penseur le plus libéral en islam. »

### Végétarisme
Razi prône un certain végétarisme au motif que l'homme déréglé poursuit ses plaisirs au détriment des animaux, envers qui nous devrions avoir des égards. Il affirme aussi que le gouvernement des animaux par les hommes, puisque ceux-ci possèdent l'intellect et leur sont supérieurs, devrait être au bénéfice des animaux. Le traducteur et commentateur de La Médecine spirituelle, Rémi Brague, fait l'hypothèse d'une influence du pythagorisme sur Razi, expliquant son végétarisme.

### Alchimie
Rhazès a vraisemblablement pratiqué l'alchimie. Treize ouvrages de cette discipline lui sont attribués, selon le médiéviste arabisant Rémi Brague. En revanche, Rhazès ne pratiquait pas l'alchimie en tant que science occulte, mais « dans un esprit purement expérimental et [...] pour étayer son scepticisme envers les phénomènes préternaturels ».
Si des débats subsistent sur l'auteur du Secret des secrets, l'orientaliste Julius Ruska lui attribue ce livre qui a eu une grande influence sur l'Occident médiéval. Il s'agit d'une encyclopédie sur la politique, la morale, la physiognomonie, l'astrologie.

### Œuvres
- Abi Bakr Mohammadi Filii Zachariae Raghensis or Opera Philosophica, fragmentaque quae superssunt. Seul le t. I, édité par Paul Kraus au Caire en 1939, a paru. Il comprend : Al Tibb al-rûhânî, Al-Sîrâh al-falsafiyyah (« La conduite du philosophe »), Amârât iqbâl al-dawlah, Kitâb al-ladhdhah (sur le plaisir), Kitâb al-'ilm al-ilâhi (métaphysique, dont il ne reste que des fragments) et Maqâlah fî mâ ba'd al-tabî'ah (ce dernier étant apocryphe).
- La conduite du philosophe, dans P. Kraus, "Raziana I", Orientalia, IV (1935), p. 300-334.
- Razi (trad. de l'arabe par Rémi Brague), La Médecine spirituelle [« Kitâb al-Tibb al-Rûhânî »], Paris, Flammarion, coll. « GF », 2003, 206 p. (ISBN 2-08-071136-9).
- Le secret des secrets, ou Lettre [d'Aristote] à Alexandre [le Grand] (texte arabe Kitâb Sirr al-Asrâr. Livre du secret des secrets), vers 730, par Sâlim abû al-'Alâ, mais certains historiens, dont J. Ruska (Al-Razi's Buch Geheimnis der Geheimnisse, 1937, rééd. 1973) lui donnent pour auteur Abû Bakr al-Râzî (865-925), d'autres ont proposé Yuhannâ ibn al-Bitrîq, vers 941. ; texte latin Secretum secretorum en version longue vers 1243, par Philippe de Tripoli). Secretum secretorum Aristotelis ad Alexandrum Magnum, Cambridge (Mass.), Omnisys, 1990, 153 p. (reprint de l' éd. de Venise en 1555).
- Traité d'anatomie, dans P. de Koning, Trois traités d'anatomie arabe par Muhammad ibn Zakariya al-Râzî, Leyde, Brill, 1903

- Rhazès (trad. Lucien Leclerc), Traité de la variole et de la rougeole, Paris, J-B. Baillière, 1866 (lire en ligne).
- Pauline Koetschet, Bakr al-Rāzī, Doutes sur Galien. Introduction, édition et traduction, Berlin/Boston, éditions De Gruyter, séries : Scientia Graeco-Arabica 25, 2019.

### Études sur Rhazès
- Lucien Leclerc, Histoire de la médecine arabe, Paris, 1876, vol. I, p. 337–54.
- Abd al-Raḥmān Badawī, Histoire de la philosophie en islam, J. Vrin, 1972 (lire en ligne ), p. 577-594.
- (en) G. S. A. Ranking, « The life and works of Rhazes », dans Proceedings of the Seventeenth International Congress of Medicine, Londres, 1913, p. 237–68.

### Études générales
- Henry Corbin, Histoire de la philosophie islamique, Paris, Gallimard, 1986.
- Henry Corbin, The voyage and the messenger: Iran and philosophy, Berkeley, (Calif.), North Atlantic Books, 1998.